# Carlo Tamberlani
Pour les articles homonymes, voir Tamberlani.
Carlo Tamberlani, né à Salice Salentino (Italie) le 11 mars 1899 et mort à Subiaco (Italie) le 5 août 1980, est un acteur italien de cinéma qui est apparu dans 127 films entre 1931 et 1976.

## Filmographie

### Au cinéma

#### Années 1930
- 1931 : La Lanterne du diable (La lanterna del diavolo de Carlo Campogalliani
- 1934 : Teresa Confalonieri de Guido Brignone : Luigi Parravicini
- 1935 : Passaporto rosso de Guido Brignone : L'officier commandant les troupes
- 1936 : La damigella di Bard : Ferdinandi di Bard
- 1937 : Scipion l'Africain de Carmine Gallone : Ambassadeur romain
- 1937 : La Grande Révolte : Le duc d'Urbino
- 1938 : Il conte di Bréchard : Carlo, Vicomte de Bréchard
- 1938 : Le Roman d'un génie : Demalde
- 1938 : Lotte nell'ombra :
- 1939 : L'albergo degli assenti : Marisol, l'ivrogne
- 1939 : L'ospite di una notte : Jean Berry
- 1939 : Il fornaretto di Venezia : Mocenigo
- 1939 : Le educande di Saint-Cyr : Gioacchino Murat
- 1939 : Tredici uomini e un cannone : La sentinelle

#### Années 1940
- 1940 : Il ladro sono io : Giorgio
- 1940 : Les Cadets de l'Alcazar (L'assedio dell'Alcazar) d'Augusto Genina : Le capitaine Vincenzo Alba
- 1941 : Complot à Florence : Laurent de Médicis
- 1941 : Le Mariage de minuit (Piccolo mondo antico) de Mario Soldati : Don Costa
- 1941 : Pia de' Tolomei : Nello della Pietra
- 1941 : La maschera di Cesare Borgia : Jacopo Bentivoglio
- 1941 : Le Chevalier sans nom : Gomez della Nevada
- 1941 : Turbine : Don Antonio
- 1941 : È caduta una donna : le médecin de premier secours
- 1941 : La sonnambula : Agostino
- 1942 : Anime in tumulto : Professeur Alberto Ferrari
- 1942 : Documento Z-3 :
- 1942 : Perdizione : Le médecin
- 1942 : Bengasi : Giovanni Galassi
- 1942 : Le vie del cuore : Filippo Navarria
- 1942 : Notte di fiamme :
- 1943 : Redenzione : Giuseppe Madidini
- 1943 : Dente per dente : Le régent Angelo
- 1943 : Febbre : Saverio Grantèr
- 1945 : La Confession tragique (L'abito nero da sposa) : Andrea Strozzi
- 1945 : I dieci comandamenti :
- 1946 : La sua strada :
- 1947 : L'apocalisse :
- 1947 : Le Passeur : Marshal Borghi
- 1947 : La monaca di Monza :
- 1949 : Le Baiser d'une morte (Il bacio di una morta) : Le baron Riccardi
- 1949 : La sepolta viva : Comte Capecci
- 1949 : Au-delà des grilles de René Clément : Le commissaire
- 1949 : Adamo ed Eva : Le messager
- 1949 : Le Chevalier de la révolte (Vespro siciliano) de Giorgio Pàstina : L'abbé de Saint-Esprit
- 1949 : I peggiori anni della nostra vita :

#### Années 1950
- 1950 : La Maudite (Margherita da Cortona) de Mario Bonnard : évêque
- 1950 : Santo disonore : Comte Rinaldi
- 1950 : Cavalcata d'eroi : Pisacane
- 1950 : Due sorelle amano de Jacopo Comin : le père des sœurs
- 1950 : Il richiamo nella tempesta :
- 1951 : Bajo el cielo de Asturias : Fray Atanasio
- 1951 : Duda : Commissaire
- 1951 : Rostro al mar : Alberto
- 1951 : Catalina de Inglaterra :
- 1951 : Parsifal : Gurnemancio
- 1952 : Un ladro in paradiso : San Giuseppe
- 1952 : La Fille du diable (La figlia del diavolo) de Primo Zeglio: Comte Vincenzo Terzi
- 1952 : Perseguidos :
- 1953 : Nous... les coupables : L'oculiste (non crédité)
- 1953 : Néron et Messaline (Nerone e Messalina) de Primo Zeglio : Tigellin
- 1953 : Le Capitaine fantastique :
- 1953 : Phryné, courtisane d'Orient (Frine, cortigiana d'Oriente) de Mario Bonnard : Assirione
- 1953 : Soli per le strade
- 1954 : Les Amants du péché (Amarti è il mio peccato (Suor Celeste)) de Sergio Grieco : Monti, père d'Elena
- 1954 : Pitié pour celle qui tombe : Le juge
- 1955 : Rêve d'amour (Suonno d'ammore) de Sergio Corbucci
- 1955 : Luna nova : Avocat de la Défense
- 1955 : Adriana Lecouvreur
- 1955 : Amis pour la vie : Le père de Franco
- 1955 : Divisione Folgore : L'ami de Santini
- 1955 : Una sera di maggio : Giorgio Biamonti
- 1955 : Scapricciatiello : Avocat Ronca, le notaire public
- 1955 : Il conte Aquila :
- 1956 : Altair :
- 1956 : Incatenata dal destino :
- 1956 : Alone in the Streets : Commissaire de police
- 1956 : Nos plus belles années (I giorni più belli) de Mario Mattoli : Le prêtre
- 1956 : Les Week-ends de Néron (Mio figlio Nerone) de Steno : Sénateur
- 1956 : Maruzella : Le père de Maruzzella
- 1956 : Bambino : Le père de Marisa
- 1956 : Amaramente : Commissaire Barni
- 1956 : Occhi senza luce :
- 1956 : Il cavaliere dalla spada nera : Antonio
- 1957 : Io, Caterina :
- 1957 : Saranno uomini :
- 1957 : Il ricatto di un padre : Mario Guarnieri
- 1957 : Orizzonte infuocato : Père de Gabriele
- 1958 : Sous les griffes du tyran : L'architecte
- 1958 : Adorabili e bugiarde : L'éditeur
- 1958 : L'Esclave d'Orient (Afrodite, dea dell'amore) de Mario Bonnard : Matteo
- 1959 : Le Maître de forges (Il padrone delle ferriere) d'Anton Giulio Majano
- 1959 : Le Chevalier du château maudit (il cavaliere del castello maledetto) de Mario Costa : Comte Oliviero
- 1959 : Le Fric de Maurice Cloche : Morassi
- 1959 : Les Derniers Jours de Pompéi (Gli ultimi giorni di Pompei) de Mario Bonnard et Sergio Leone : Chef des Chrétiens
- 1959 : I Reali di Francia : Duc de Chateau Roux

#### Années 1960
- 1960 : Le Géant de la vallée des rois (Maciste nella valle dei re, Maciste dans la vallée des rois) de Carlo Campogalliani : Pharaon Armiteo I
- 1960 : Thésée et le Minotaure (Teseo contro il minotauro) de Silvio Amadio : Minos, Roi de Crète
- 1961 : Constantin le Grand (Costantino il Grande) de Lionello De Felice : Dioclétien
- 1961 : Les Corsaires des Caraïbes : Gouverneur
- 1961 : Le Colosse de Rhodes de Sergio Leone : Xenon
- 1961 : Le Géant de Métropolis (Il gigante di Metropolis) d'Umberto Scarpelli
- 1961 : La Guerre de Troie  (La Guerra di Troia) de Giorgio Ferroni : Priam
- 1961 : Samson contre Hercule (Sansone) de Gianfranco Parolini : Botan
- 1962 : Hercule se déchaîne (La furia di Ercole) de Gianfranco Parolini : Eridione
- 1962 : Espionnage à Hong Kong : Dr. Ellington
- 1962 : Zorro l'intrépide (Zorro alla corte di Spagna) de Luigi Capuano : Marquis Pedro Di Villa Verde
- 1962 : Jules César, conquérant de la Gaule (Giulio Cesare, il conquistatore delle Gallie) d'Amerigo Anton : Pompey
- 1962 : Les Derniers Jours d'Herculanum (Anno 79 - La distruzione di Ercolano) de Gianfranco Parolini : Furius
- 1962 : La Lutte pour Jérusalem (Il vecchio testamento) de Gianfranco Parolini : Mattatia
- 1963 : La Légende de la panthère noire (en) : Pater Antonio
- 1963 : Le Signe de Zorro (Il segno di Zorro) de Mario Caiano : Alcalde
- 1964 : Samson contre tous (Ercole contro Roma) : l'empereur Gordiano
- 1964 : Maciste dans les mines du roi Salomon (Maciste nelle miniere di re Salomone) de Piero Regnoli : Zelea
- 1964 : Hélène, reine de Troie (Il leone di Tebe) de Giorgio Ferroni : Menophis
- 1964 : Les Gladiateurs les plus forts du monde : Lucius Terentius
- 1964 : Samson et le trésor des Incas : Burt Nixon
- 1964 : Le Grand Défi (Ercole, Sansone, Maciste e Ursus gli invincibili) de Giorgio Capitani : un ambassadeur de Nîmes
- 1964 : Ursus l'invincible (Gli invincibili tre) de Gianfranco Parolini : Roi Igos
- 1964 : Le Triomphe des dix mercenaires : Publio Rufo
- 1965 : Espionnage à Bangkok pour U-92 : Barrington
- 1965 : Le Dernier Roi des Incas (Das Vermächtnis des Inka) : Anciano
- 1965 : Les Sept Gladiateurs rebelles (Sette contro tutti) : King Krontal (comme Bud Stevenson)
- 1965 : Le Trésor de l'Atlas (I predoni del Sahara) : Lord Flatters
- 1966 : Commissaire X dans les griffes du dragon d'or (Kommissar X – In den Klauen des goldenen Drachen) de Gianfranco Parolini : Jonathan Taylor
- 1966 : Tabú : Inspecteur Duras
- 1967 : Les Trois Fantastiques supermen : Professeur Schwarz
- 1967 : Commissaire X : Halte au LSD : Consul Snyder
- 1968 : Sartana de Gianfranco Parolini : le fumeur de cigares lors de la partie de poker
- 1969 : La scoperta :
- 1969 : Sabata de Gianfranco Parolini : Nichols

#### Années 1970
- 1972 : À qui le tour ? :
- 1973 : Le Conseiller (Il consigliori) d'Alberto De Martino : Don Michele Villabate
- 1975 : Divine Créature (Divina creatura) de Giuseppe Patroni Griffi : Pasqualino, le majordome du duc
- 1976 : Cadavres exquis (Cadaveri eccellenti) de Francesco Rosi : l'archevêque

### À la télévision
- 1977 : Il commissario De Vincenzi 2 : Marchese Filippeschi  (mini-série télévisée, épisode La barchetta di cristallo)